# Jón Laxdal
Jón Laxdal Halldórsson (* 7. Juni 1933 in Ísafjörður, Island; † 15. Mai 2005 in Kaiserstuhl, Schweiz) war ein isländisch-schweizerischer Schauspieler und Regisseur.

## Leben
Bekannt war er unter dem Namen Jón Laxdal. Er war das zwölfte Kind eines isländischen Fischers und studierte am Max-Reinhardt-Seminar in Wien.
Er spielte unter anderem den Garðar Hólm in Fischkonzert (Brekkukotsannál, 1972) und den Bauern Steinar in Das wiedergefundene Paradies, den beiden Romanen von Halldór Laxness, die Rolf Hädrich in Island verfilmt hat. 1973 kaufte er ein Haus in Kaiserstuhl in der Schweiz und gründete dort sein eigenes Theater, als dessen Leiter, Regisseur und Hauptdarsteller er bis zuletzt tätig war.
1989 verweigerten die Bürger von Kaiserstuhl Halldórsson mit 68 zu 51 Stimmen das Schweizer Bürgerrecht. In der kleinen Gemeinde nahm man unter anderem Anstoss daran, dass er mit einem Mann zusammenlebte und Stücke von kritischen Autoren wie Max Frisch oder Friedrich Dürrenmatt inszenierte. 1993 wurde Halldórsson dennoch eingebürgert, diesmal oppositionslos.
Halo Locher hat 2011 unter dem Titel „Leben und Theater des Jón Laxdal“ seine Biografie veröffentlicht.

## Werke
- Der Weltsänger, Aarau 1975

## Übersetzungen ins Deutsche
- Andrés Indridason: Ein langer Winter für Páll, Zürich [u. a.] 1985
- Andrés Indridason: Wie versteckt man rote Ohren? Würzburg 1989
- Halldór Laxness: Auf der Hauswiese, Frauenfeld [u. a.] 1978
- Halldór Laxness: Zeit zu schreiben, München 1976
- Frans Lasson: Tania Blixen – ihr Leben in Dänemark und Afrika, Stuttgart 1987
- Sagas und Landschaft, Hannover 1984
- Sigurður A. Magnússon: Unter frostigem Stern, Hannover 1984
- Ultima Thule, Freiburg i. Br. 1985

## Übersetzungen ins Isländische
- Thomy Niederreuther: Aquarelle und Texte, München 1988